# Glinianki (Wierzbica)
Glinianki – część wsi Wierzbica w Polsce, położona w województwie świętokrzyskim, w powiecie pińczowskim, w gminie Kije.
W latach 1975–1998 Glinianki administracyjnie należały do województwa kieleckiego.